# Maria Martiáñez Vendrell
Maria Martiáñez Vendrell (La Selva del Camp, 4 de novembre de 1997) és una jugadora de bàsquet catalana.
Aler pivot, comença a jugar a bàsquet als cinc anys i es formà esportivament al Segle XXI, amb el qual jugà a la Lliga Femenina 2. Entre 2015 i 2018 competí a la Lliga universitària americana jugant amb la Universitat Oral Roberts d'Oklahoma. La temporada 2018-19 tornà a la competició estatal jugant amb Club Bàsquet Santa Rosa de Lima Horta, també de la Lliga Femenina 2, i l'estiu de 2022 fitxà pel Durán Maquinaria Ensino, debutant a la primera divisió de la Lliga Femenina la temporada següent. Internacional amb la selecció espanyola en categories inferiors, es proclamà campiona d'Europa sub-20 (2017) i subcampiona del Món sub-17 (2014). Amb la selecció catalana absoluta, ha competit internacionalment el maig de 2018 contra Montenegro.
Professionalment és graduada en fisioteràpia per la Universitat Ramon Llull (2022) i ha rebut el premi de la Sociedad Española de Neumología y Cirugía Torácica (SEPAR) pel seu treball final de grau sobre patologia i/o cures de l'aparell respiratori.